# Она убивала в экстазе
«Она убивала в экстазе» (нем. Sie tötete in Ekstase) — фильм ужасов 1971 года режиссёра Хесуса Франко (выступил под псевдонимом Фрэнк Холлманн). Ремейк фильма «Дьявольский доктор Z», снятого тем же режиссёром.

## Сюжет
Доктор Джонсон проводил эксперименты над человеческими эмбрионами в тайне от других врачей. После того как последние узнали об этом, Джонсон был лишён своей должности профессиональной комиссией из четырёх квалифицированных врачей. Джонсон, не выдержавший такого решения, покончил жизнь самоубийством. Оставшись одна, миссис Джонсон решает отомстить тем самым докторам. Для этого она сначала соблазняет их, а потом убивает.

## В ролях
- Соледад Миранда — миссис Джонсон
- Фред Уильямс — доктор Джонсон
- Ховард Вернон — профессор Джонатан Уокер
- Пауль Мюллер — доктор Франклин Хьюстон
- Ева Штрёмберг — доктор Кроуфорд